# Distretto di Iyo
Il distretto di Iyo (伊予郡, Iyo-gun?) è uno dei distretti della prefettura di Ehime, in Giappone.
Attualmente fanno parte del distretto i comuni di Masaki e Tobe.
| Controllo di autorità | VIAF (EN) 152885919 · LCCN (EN) nr95014095 · J9U (EN, HE) 987007540455105171 |